# 不醜陋的哲學
「不醜陋的哲學」（ブスにならない哲学）是日本早安家族以「Mobekimasu」名義發行的单曲。2011年11月16日由zetima发售。

## 概要
- 「不醜陋的哲學」是早安少女組。、Berryz工房、℃-ute、真野惠里菜、S/mileage以「Mobekimasu」名義發行的合作單曲，亦是繼「ALL FOR ONE & ONE FOR ALL!」後第二張早安家族的合作單曲
- 此單曲有7個版本，分別有「初回生産限定盤A - F」和「CD ONLY」。「初回生産限定盤A」收錄了「不醜陋的哲學」的PV；「初回生産限定盤A 和 CD ONLY」收錄了B面曲「如果...」，「初回生産限定盤B - F」收錄了B面曲「很酷的歌曲」。
- 在11月28日於公信榜单曲週排行榜取得第4位。

## 歌曲特色
- 「不醜陋的哲學」一曲中有獨唱片段的只有田中麗奈（早安少女組。）、菅谷梨沙子（Berryz工房）和鈴木愛理（℃-ute）3人。
- 有主合唱片段的則有田中麗奈、鞘師里保、新垣里沙（早安少女組。）、菅谷梨沙子、夏燒雅（Berryz工房）、鈴木愛理、矢島舞美（℃-ute）、真野惠里菜和前田憂佳（S/mileage）9人。
- 主歌部分開頭的「Maybe」第一次為道重沙由美、譜久村聖、生田衣梨奈和鈴木香音（早安少女組。）4人演唱，第二次為嗣永桃子、德永千奈美、須藤茉麻和熊井友理奈（Berryz工房）4人，第三次和第一次相同，第四次則為中島早貴、岡井千聖、萩原舞（℃-ute）、和田彩花和福田花音（S/mileage）5人。

## 收錄内容

### CD

#### 初回生産限定盤A，CD ONLY
CD
1. 不醜陋的哲學
（作詞・作曲：淳君 編曲：平田祥一郎）
2. 如果...（もしも...）
（作詞・作曲：淳君  編曲：高橋諭一）
譜久村聖・嗣永桃子・中島早貴・真野惠里菜・和田彩花主唱
3. 不醜陋的哲學(Instrumental)

#### 初回生産限定盤B
1. 不醜陋的哲學
2. 很酷的歌曲（かっちょ良い歌）
（作詞・作曲：淳君  編曲：朝井泰生）
早安少女組。主唱
3. 不醜陋的哲學(Instrumental)

#### 初回生産限定盤C
1. 不醜陋的哲學
2. 很酷的歌曲
Berryz工房主唱
3. 不醜陋的哲學(Instrumental)

#### 初回生産限定盤D
1. 不醜陋的哲學
2. 很酷的歌曲
℃-ute主唱
3. 不醜陋的哲學(Instrumental)

#### 初回生産限定盤E
1. 不醜陋的哲學
2. 很酷的歌曲
真野惠里菜主唱
3. 不醜陋的哲學(Instrumental)

#### 初回生産限定盤F
1. 不醜陋的哲學
2. 很酷的歌曲
S/mileage主唱
3. 不醜陋的哲學(Instrumental)

### DVD
1. 不醜陋的哲學（PV）